# Medal of Honor: Pacific Assault
Medal of Honor: Pacific Assault è uno dei videogiochi della rinomata serie Medal of Honor; si tratta di sparatutto ambientati nella seconda guerra mondiale. È, con l'episodio per console Rising Sun, l'unico finora della serie ad essere ambientato nel Pacifico, e si compone di vari episodi ambientati in diversi scenari, tutti nell'ambito dello scontro fra Giappone e USA: zone di addestramento, Pearl Harbor, atollo di Makin, Guadalcanal e Tarawa.

## Trama
Il protagonista di questo episodio è il soldato scelto Thomas Conlin, di cui, al contrario degli episodi su console, si seguono costantemente la vita e le vicissitudini. La narrazione comincia nel giorno del 20 novembre 1943, con un prologo, durante il quale si tenterà il pericoloso sbarco sulla costa settentrionale di un'isoletta dell'atollo di Tarawa. Alla fine del primo scontro a terra, Thomas viene presto colpito gravemente e perde i sensi. Tutto si spiega dopo pochi istanti, quando, dopo una breve introduzione, rinviene, il 3 settembre 1941, da un breve sonno su una branda del Campo di Addestramento del Corpo dei Marines dove si incontrano gli amici di Thomas: il soldato semplice Willy Gaines (cecchino della squadra), il sergente Frank Minoso (caposquadra) e il portaferiti Jimmy Sullivan. Sotto forma di un lunghissimo flashback, quindi, si apprendono i primi rudimenti del salto agli ostacoli, quindi del corpo a corpo (viene introdotta una baionetta amovibile su alcuni modelli di fucile), passando per il poligono di tiro per le armi leggere, degli esplosivi, delle granate, dei mortai e delle mitragliatrici, e infine un corso base di automedicazione. È possibile, per un limitato numero di volte per livello, chiamare in soccorso il personale medico del plotone, che ripristina la salute sempre e comunque al 100%. In combattimento si ha  la possibilità di ordinare diversi comportamenti ai commilitoni. Thomas Conlin viene quindi spedito a Pearl Harbor poco prima del celeberrimo attacco. In seguito la storia prosegue attraverso diverse missioni in varie isole del Pacifico (come una ricognizione sull'atollo di Makin, e la campagna di Guadalcanal), fino tornare a Tarawa dove, ripresi i sensi, si ha l'occasione di continuare l'assalto iniziale. Durante la penultima missione (dove il protagonista guida un aereo e attacca un'isola e due navi giapponesi) il sergente Minoso viene gravemente ferito e quindi non sarà presente nell'ultima missione.

## Modalità di gioco
Il giocatore può portare 2 armi alla volta, che non possono essere scelte prima della partita, ma si possono scambiare con quelle dei nemici morti; si possono portare 4 granate alla volta; di tanto in tanto alcune sacche riforniranno di granate e munizioni; il personaggio può effettuare un attacco corpo a corpo anche usando l'arma da fuoco come arma bianca, se scarica.
Le armi variano dalle pistole Colt (americana) e Nambu (giapponese) alla mitragliatrice leggera, passando per il mitra Thompson M1, al fucile Garand, al fucile da cecchino e altro; saltuariamente si dovrà manovrare una postazione fissa o semovente, come un cannone Flak o la mitragliatrice pesante  antiaerea Browning.
Sono presenti pochi kit medici; il giocatore può chiamare il paramedico (medic in inglese) della squadra che lo curerà fino a 4 volte per missione (nella modalità facile); passato quel limite, non sarà più possibile riprendersi; la cura del protagonista avverrà automaticamente se la barra della vita va a zero (sempre che non abbia terminato le possibilità!).
Il salvataggio è a discrezione del giocatore (salvataggi o salvataggi rapidi) ma anche automatico una volta passati i checkpoint dello scenario.